# LO-skolen
LO-skolen er et kursus- og konferencecenter beliggende i den nordvestlige del af Helsingør.
Omkring 1958 blev skolen besluttet oprettet af LO som en højskole til uddannelse af arbejderbefolkningen. Efter en arkitektkonkurrence i 1958, som arkitekt Jørn Utzon vandt, gik der, af flere grunde 11 år før LO-skolen blev officielt indviet den 28. maj 1969, efter to års byggetid. Jørn Utzon måtte trække sig pga. operabyggeriet i Sydney, så det blev arkitektkonkurrencens andenplads, Karen og Ebbe Clemmensen og Jarl Heger, som derefter fik overdraget opgaven.
Landskabsarkitekter var Agnete Muusfeldt og Inger Ravn.
Skolen adskilte sig fra andre højskoler ved at have et højt niveau i forhold til mad og logi, og ved at have få længerevarende ophold, men derimod mange et- og tougers kurser. I dag er de fleste kurser af 3-5 dages varighed, men der udbydes stadig længerevarende uddannelser. Fx akademiuddannelse i ledelse, som kan tages over tre år.
De unikke rammer tiltrækker mange firmaer og private i forbindelse med konferencer, møder, uddannelse og private fester som fx bryllupper, konfirmationer og runde fødselsdage.
I 2008 ændrede virksomheden status til erhvervsdrivende fond med to datterselskaber:
- Konventum, der drev konferencecenter og hotel
- Center for arbejdsliv & læring, der drev uddannelsesvirksomhed

I 2015 fusionerede de to datterselskaber under navnet Konventum og driver fortsat både konferencevirksomhed, hotel og uddannelse

## Galleri
- LO-Skolen
- Trappe
- Gårdhave